# فرودگاه نزرکوره
فرودگاه نزرکوره (به انگلیسی: Nzérékoré Airport) یک فرودگاه با کد یاتا NZE است . این فرودگاه در کشور گینه قرار دارد .